# Gigantodax corniculatus
Gigantodax corniculatus är en tvåvingeart som beskrevs av Peter Wolfgang Wygodzinsky 1974. Gigantodax corniculatus ingår i släktet Gigantodax och familjen knott.
Artens utbredningsområde är Venezuela. Inga underarter finns listade i Catalogue of Life.